# پیتر ای. کاروترز
پیتر اِی. کاروترز (انگلیسی: Peter A. Carruthers؛ زاده ۲۴ مارس ۱۹۳۵ درگذشته ۳ اوت ۱۹۹۷) یک دانشمند اهل ایالات متحده آمریکا بود.